# 루카 치가리니
루카 치가리니(이탈리아어: Luca Cigarini, 1986년 6월 20일 ~ )는 이탈리아의 축구 선수이다. 현재는 세리에 C의 클럽 레자나에서 뛰고 있다. 그의 애칭은 "일 프로페소레"(Il Professore)이다. 이것은 이탈리아어로 '교수'라는 의미인데 '교수'라고 하는 이유는 그가 경기를 읽는 능력이 뛰어나기 때문이다.
이탈리아의 미디어 가체타 델로 스포르트(Gazzetta dello Sport)는 치가리니가 경기를 읽는 시야가 유벤투스의 미드필더 안드레아 피를로와 유사하다고 언급한적도 있다.